# Brutti, sporchi e cattivi
Brutti, sporchi e cattivi (Nederlands: Lelijk, vuil en slecht) is een tragikomische film uit 1976 onder regie van Ettore Scola. Hij werd genomineerd voor de Gouden Palm op het Filmfestival van Cannes in 1976, waar hij de prijs voor beste regisseur daadwerkelijk won.

## Verhaal
Een familie uit de Italiaanse onderklasse woont in een sloppenwijk buiten Rome. In één barak leven vier generaties samen. Ze voorzien in hun levensonderhoud door diefstal en prostitutie. De familie wordt geleid door Giacinto. Hij heeft een oog verloren en heeft daarom een grote som geld van de verzekeringen ontvangen, die elk familielid hem graag zou ontfutselen. De situatie escaleert, wanneer Giacinto zijn vriendin mee naar huis brengt. Zijn familie probeert hem te vergiftigen, maar hij overleeft de moordpoging. Uit woede steekt hij de barak waarin de familie woont in brand.

## Rolverdeling
| Acteur               | Personage           |
| -------------------- | ------------------- |
| Nino Manfredi        | Giacinto Mazzatella |
| Maria Luisa Santella | Iside               |
| Francesco Anniballi  | Domizio             |
| Maria Bosco          | Gaetana             |
| Giselda Castrini     | Lisetta             |
| Alfredo D'Ippolito   | Plinio              |
| Giancarlo Fanelli    | Paride              |
| Marina Fasoli        | Maria Libera        |
| Ettore Garofolo      | Camillo             |
| Marco Marsili        | Marce               |
| Franco Merli         | Fernando            |
| Linda Moretti        | Matilde             |
| Luciano Pagliuca     | Romolo              |
| Giuseppe Paravati    | Tato                |
| Silvana Priori       | Vrouw van Paride    |